# Goduszyn

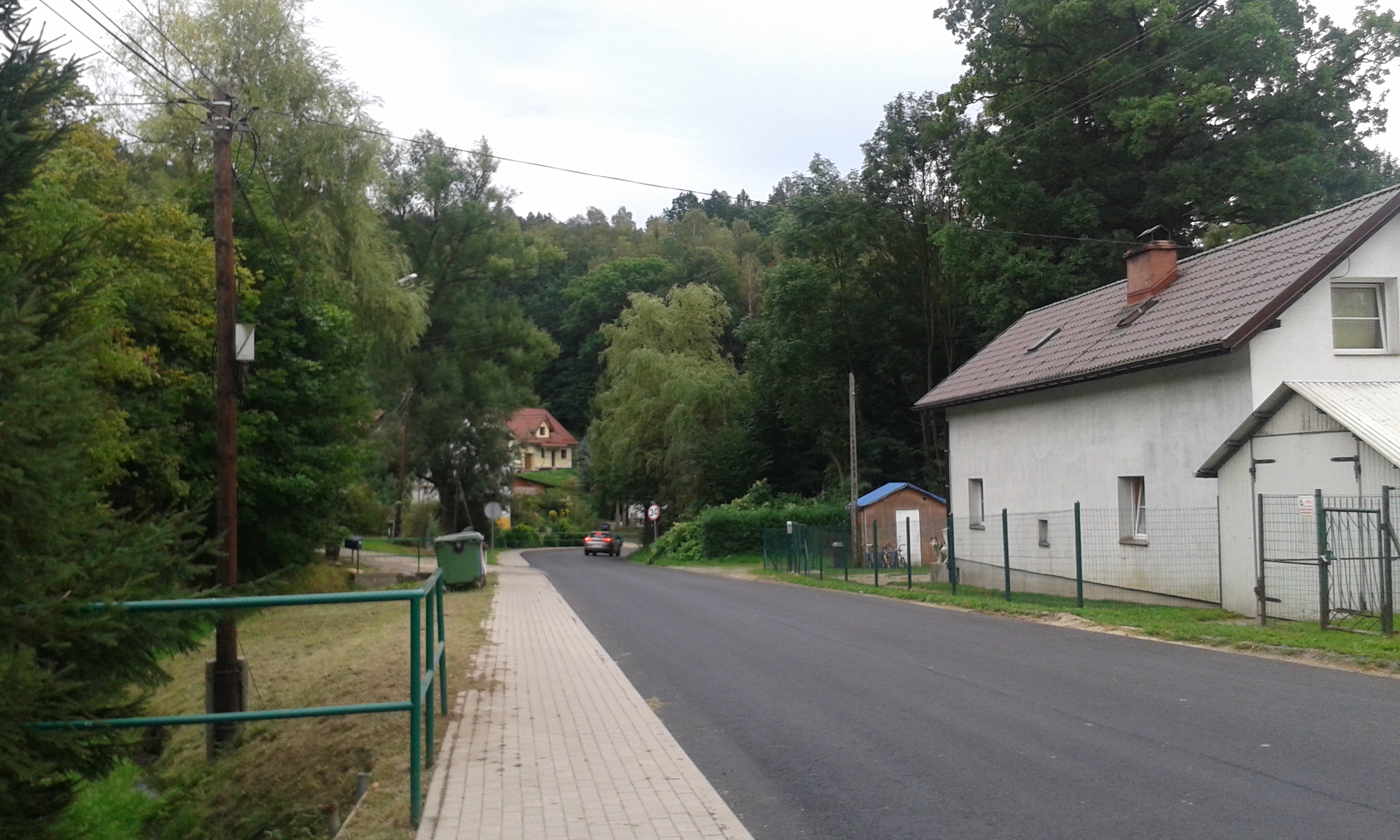
Goduszyn (2016)

Goduszyn (deutsch: Gotschdorf) ist ein ehemaliges Dorf und seit 1973 eingemeindeter Stadtteil der Stadt Jelenia Góra (Hirschberg im Riesengebirge) in der Woiwodschaft Niederschlesien in Polen.

## Geschichte
Gotschdorf wurde erstmals um 1305 urkundlich erwähnt. Damals gehörte es zu den Zinsdörfern des Bistums Breslau im „Districtus Hyrsberg“ (Hirschberg). Unter der Herrschaft der Piastenherzöge begann im 12. Jahrhundert die Besiedlung Schlesiens. Im 14. Jahrhundert gehörte das Gebiet um Gotschdorf dem Adelsgeschlecht Schaffgotsch. Sie erweiterten ihren Einfluss über weite Teile des Hirschberger Tals und besaßen das Dorf über Jahrhunderte hinweg.
Im 18. Jahrhundert kam es zu Konflikten zwischen der Herrschaft Schaffgotsch und den Dorfbewohnern, insbesondere in Bezug auf das Brennrecht und Schankrecht, was schließlich in einer Vereinbarung geregelt wurde. Der Ort hatte zu dieser Zeit etwa 86 Häuser und 457 Einwohner.
Mit der Einführung der Selbstverwaltung nach 1810 endete 1848 die Erbuntertänigkeit unter den Schaffgotsch, und Goduszyn wurde nach und nach unabhängiger. Der Übergang zur neuzeitlichen Gemeinde war jedoch mit finanziellen Verpflichtungen verbunden, wie es in Kaufverträgen festgehalten wurde.
In der zweiten Hälfte des 19. Jahrhunderts veränderte sich Gotschdorf weiter, als im Jahr 1865 eine neue Straße von Bad Warmbrunn nach Reibnitz gebaut wurde. Diese Veränderung führte zu einer verbesserten Verkehrsanbindung und zur Neugestaltung des Dorfbildes. Zudem wurde in den Jahren 1867–1869 die Bahnstrecke Reibnitz–Hirschberg fertiggestellt, wodurch der Personen- und Güterverkehr in der Region einen erheblichen Aufschwung nahm.
Die landwirtschaftliche Struktur des Dorfes blieb weiterhin dominant. Das Dorf hatte eine stark landwirtschaftliche Prägung, wobei zahlreiche Familienbetriebe von wenigen Hektar bis zu über 20 Hektar betrieben wurden. Die Einwohnerzahl blieb relativ stabil und betrug im Jahr 1910 etwa 457 Personen.
Als im Mai 1945 die Rote Armee einmarschierte, lebten in Gotschdorf 516 Menschen. Am 12. Juli 1945 fand die erste größere Vertreibung der Deutschen statt, bei der 125 Bewohner des Dorfes von polnischen Behörden gezwungen wurden, ihre Heimat zu verlassen. Diese Maßnahmen setzten sich bis 1947 fort. Durch die Festlegung der Oder-Neiße-Grenze infolge des Potsdamer Abkommens wurde der größte Teil Schlesiens Teil Polens.
Die Eingemeindung von Goduszyn in die Stadt Jelenia Góra erfolgte am 1. Januar 1973. Im Zuge der Verwaltungsreformen in Polen wurden zahlreiche kleinere Ortschaften in größere städtische Strukturen integriert, um die Verwaltung zu vereinfachen und die Entwicklung ländlicher Gebiete voranzutreiben. Durch diese Maßnahme verlor Goduszyn seinen Status als eigenständige Gemeinde und wurde zu einem Stadtteil von Jelenia Góra.

## Kirche
Bis 1945 gehörte Gotschdorf zur evangelischen Gnadenkirche zum Heiligen Kreuz, und auf dem evangelischen Friedhof aus dem 19. Jahrhundert standen vier Kapellen. Der Friedhof wurde 1970 zerstört und von den Mitgliedern des Vereins Goduszyn 2013 wieder restauriert. Heute gibt es in Goduszyn die Kapelle des hl. Josef von Calasanz, die zur katholischen Pfarrei des Johannes des Täufers in Jelenia Góra-Cieplice gehört.